# Sud (Risset)
 (juin 2020).
Pour les articles homonymes, voir Sud (homonymie).
Sud est une œuvre électronique du compositeur français Jean-Claude Risset composée et créée en 1985. 